# 硫酸六氨合镍
硫酸六氨合镍是一种镍氨配合物，化学式为[Ni(NH3)6]SO4，存在无水物和二水合物。其无水物可由硫酸镍的水合物和氨气反应得到。
硫酸六氨合镍在氨水中的溶解度，随着氨的质量分数的增加而减少，随着温度的上升而增加。

## 化学性质
硫酸六氨合镍加热时逐渐失去氨，经过[Ni(NH3)2]SO4、[Ni(NH3)0.5]SO4，最终生成硫酸镍。